# Detiček
Detiček je priimek v Sloveniji, ki so ga po podatkih Statističnega urada Republike Slovenije na dan 1. januarja 2010 uporabljale 102 osebi in je med vsemi priimki po pogostosti uporabe uvrščen na 4.310. mesto.

## Znani nosilci priimka
- Frederik-Fric Detiček (*1943), alpski smučar
- Jurij Detiček (1921–2005), kemik
- Prerad Detiček (1931–2018), hrvaški hornist in akademijski profesor slovenskega porekla
- Tatjana Detiček, prevajalka